# Konstabler des Towers

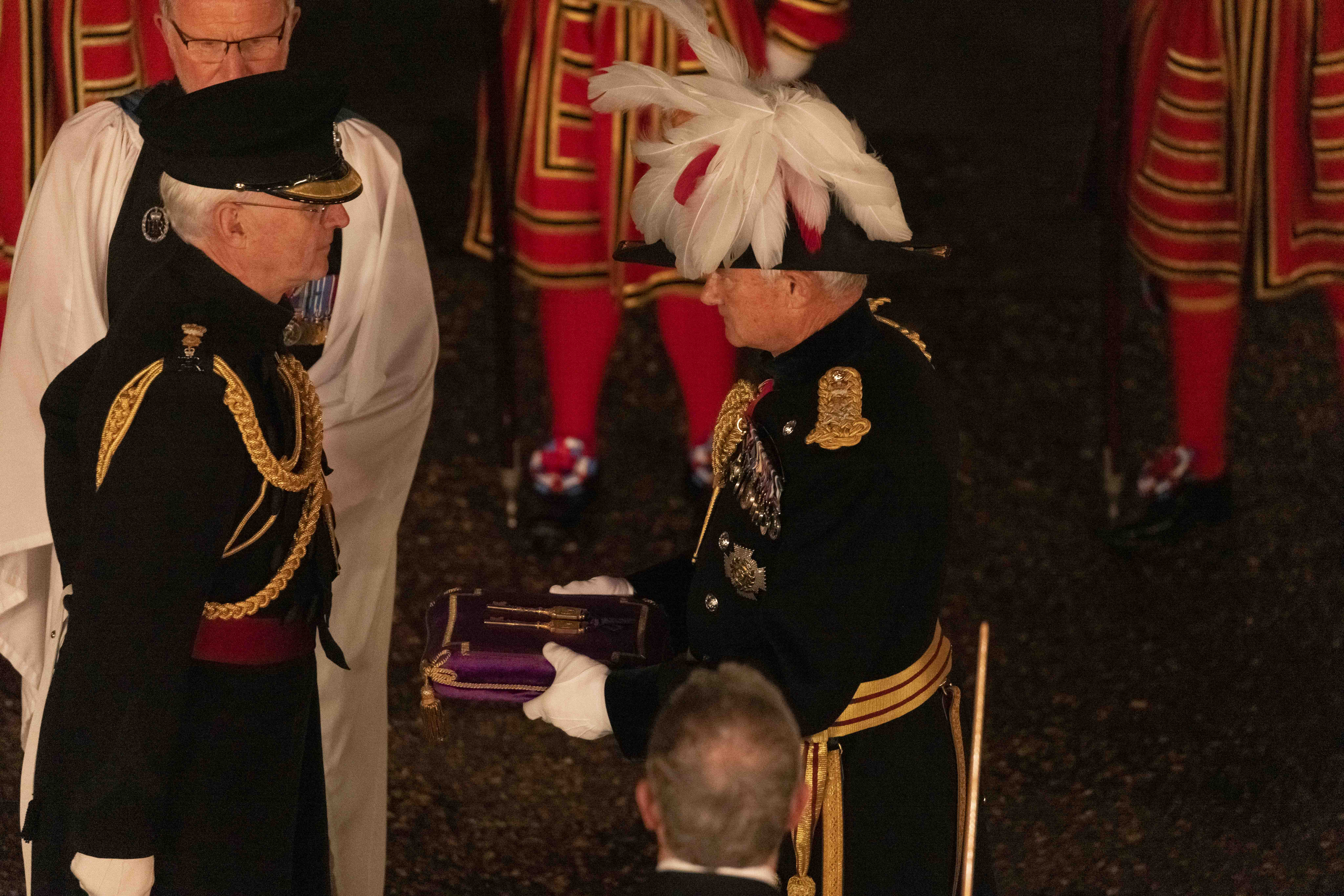
Gordon Messenger (rechts), bei der Übergabe der Schlüssel des Towers

Der Konstabler des Towers (englisch Constable of the Tower) ist der höchste Offizier des Tower of London und Vertreter der englischen Monarchie im Tower.
Ursprünglich war der Posten des Konstablers einer der einflussreichsten Posten der englischen Armee. Dem Konstabler oblag die Verwaltung des Towers und der Tower division, die größere Teile des heutigen Ost-Londons umfasste. Seit dem späten Mittelalter ist der Konstabler ein repräsentativer Posten, während die eigentliche Verwaltung dem Lieutenant of the Tower oblag. Nachdem auch der Lieutenant ein zeremonieller Posten wurde, wird die eigentliche Vor-Ort-Verwaltung des Towers vom Resident Governor of the Tower wahrgenommen.
Nach den King’s Regulations for the Army wird das Amt seit 1932 einem Feldmarschall oder sich im Ruhestand befindlichen General auf fünf Jahre übertragen.

## Einführung des Konstablers
Seit 1932 wird der Konstabler des Towers für fünf Jahre ernannt. Zur Einführungszeremonie stellen sich mehrere Militäreinheiten auf drei Seiten um das Tower Green herum auf. Die Einheiten werden vom Konstabler ausgesucht. Im Normalfall handelt es sich dabei um Einheiten, in denen der Konstabler diente, und um die Honourable Artillery Company, die für die Salutschüsse vom Tower aus verantwortlich ist. Die Yeoman Warders bilden einen Halbkreis vor den Truppen. Im Norden steht eine Militärkapelle. Der neue Konstabler kommt aus dem Queen’s House, wo er das Tower Green in Begleitung ausgewählter Offiziere betritt. Dort trifft er auf den Lord Chamberlain of the Household, der dem Konstabler die Schlüssel für den Tower übergibt. Im Anschluss inspiziert der Konstabler die Truppe und die Festung. Die ältesten Erwähnungen einer ähnlichen Zeremonie finden sich im Jahr 1712. Seit wann der Ablauf der Zeremonie so ist wie heute, ist unbekannt.

## Liste der Konstabler seit 1660
Der erste Constable of the Tower war der im 11. Jahrhundert von Wilhelm dem Eroberer eingesetzte Geoffrey de Mandeville. Die Anzahl der Amtsinhaber wird auf bisher 158 geschätzt.
- 1660–1675 Sir John Robinson, 1. Baronet
- 1675–1679 James Compton, 3. Earl of Northampton
- 1679–1685 William Alington, 3. Baron Alington
- 1685–1688 George Legge, 1. Baron Dartmouth
- 1688–1702 Robert Lucas, 3. Baron Lucas
- 1702–1705 Montagu Venables-Bertie, 2. Earl of Abingdon
- 1706–1710 Algernon Capell, 2. Earl of Essex
- 1710–1712 Richard Savage, 4. Earl Rivers
- 1712–1715 George Compton, 4. Earl of Northampton
- 1715–1722 Charles Howard, 3. Earl of Carlisle
- 1725–1726 Charles Paulet, 3. Duke of Bolton
- 1726–1731 Henry Lowther, 3. Viscount Lonsdale
- 1731–1737 John Sidney, 6. Earl of Leicester
- 1740–1762 Charles Cornwallis, 1. Earl Cornwallis
- 1762–1770 John Berkeley, 5. Baron Berkeley of Stratton
- 1770–1784 Charles Cornwallis, 1. Marquess Cornwallis
- 1784–1784 George Lennox
- 1784–1805 Charles Cornwallis, 1. Marquess Cornwallis
- 1806–1826 Francis Rawdon-Hastings, 1. Marquess of Hastings
- 1826–1852 Arthur Wellesley, 1. Duke of Wellington
- 1852–1865 Stapleton Stapleton-Cotton
- 1865–1871 John Fox Burgoyne
- 1871–1872 George Pollock
- 1872–1875 William Maynard Gomm
- 1875–1880 Charles Yorke
- 1881–1881 William Fenwick Williams
- 1881–1886 Richard Dacres
- 1886–1890 Robert Napier, 1. Baron Napier of Magdala
- 1890–1898 Daniel Lysons
- 1898–1911 Frederick Stephenson
- 1911–1920 Evelyn Wood
- 1920–1932 Paul Methuen, 3. Baron Methuen
- 1933–1938 George Milne
- 1938–1943 Claud Jacob
- 1943–1948 Philip Walhouse Chetwode, 1. Baron Chetwode
- 1948–1950 Archibald Wavell, 1. Earl Wavell
- 1950–1955 Alan Brooke, 1. Viscount Alanbrooke
- 1955–1960 Henry Maitland Wilson, 1. Baron Wilson
- 1960–1965 Harold Alexander, 1. Earl Alexander of Tunis
- 1965–1970 Gerald Templer
- 1970–1975 Richard Hull
- 1975–1980 Geoffrey Baker
- 1980–1985 Peter Mervyn Hunt
- 1985–1990 Roland Gibbs
- 1990–1996 John Wilfred Stanier
- 1996–2001 Peter Inge
- 2001–2009 Roger Wheeler
- 2009–2016 Richard Dannatt
- 2016–2022 Nicholas Houghton
- seit 2022 Gordon Messenger